# Maso alticeps
Maso alticeps är en spindelart som först beskrevs av James Henry Emerton 1909.  Maso alticeps ingår i släktet Maso och familjen täckvävarspindlar. Inga underarter finns listade i Catalogue of Life.